# Winstanley
Winstanley är en stadsdel i Wigan, i distriktet Wigan, i grevskapet Greater Manchester, i England. Denna ward hade 11 653 invånare år 2021. Winstanley var en civil parish från 1866 till 1924 då den blev en del av Wigan. Denna civil parish hade 564 invånare år 1921.